# Anne-Sophie Monsinay
 (juillet 2025).
Anne-Sophie Monsinay, née en 1990, est une des trois imames en France avec Eva Janadin et Kahina Bahloul. Autodidacte en sciences religieuses, elle est convertie au soufisme. Avec Eva Janadin, elle fonde l'association Voix d'un islam éclairé et crée le projet de mosquée Sîmorgh, qui appartient au courant de l'islam progressiste. Les deux femmes y dirigent la prière depuis 2019.

## Biographie
Anne-Sophie Monsinay naît et grandit dans une famille catholique non pratiquante. Elle-même se déclare athée dans un premier temps, puis, après sa rencontre avec un chrétien évangélique, se plonge dans la lecture de la Bible et des Évangiles et se convertit au christianisme. Elle étudie ensuite le Coran et se convertit à l'islam autour des années 2010,.
Elle se dirige rapidement vers le soufisme, découvert au travers des lectures de Ibn Arabi, Rumi, Shams de Tabriz ou Rabia al Adawiyya. Elle y retrouve la quête du divin, la recherche de spiritualité qui l'anime elle-même. Anne-Sophie Monsinay s’est formée de « manière autodidacte et informelle ». Elle est bénévole plusieurs années à Coexister. Elle est disciple d’un maître rattaché à une tradition initiatique.

### Un soufisme progressiste
Anne-Sophie Monsinay estime que beaucoup de musulmans confondent le culturel et le religieux, qu'il y a un décalage entre le Coran et la façon dont l’islam est pratiqué,,.
Sa conception de l'islam est très personnelle. Elle dit appartenir au courant du soufisme progressiste dont elle adopte un ensemble de pratiques. Ni sunnite ni chiite elle pose un regard critique sur les recueils de hadiths (les paroles attribuées au prophète Mahomet) et considère que certains passages du Coran sont atemporels et universels quand d’autres doivent être contextualisés. Elle « ne le voit pas comme un texte contraignant » mais « comme un guide […] donnant des enseignements spirituels et des outils pratiques pour les mettre en œuvre ». Le Coran était « révolutionnaire pour son époque », il a « donné des droits aux femmes […] et a incité à affranchir les esclaves ». Cet esprit « progressiste » doit être poursuivi « pour aller vers davantage d'égalité entre les individus plutôt que de s’attacher à la lettre en appliquant des règles [devenues] obsolètes ».
En 2018, elle crée, avec Eva Janadin, l’association Voix d’un Islam éclairé, Mouvement pour un islam spirituel et progressiste, qui a pour but de proposer un discours alternatif sur l’islam, de générer des débats sur l’islam sur les réseaux sociaux, d'être présent dans les médias afin de donner de la visibilité aux musulmans progressistes et avoir un lieu de culte.

### Le projet de mosquée Sîmorgh

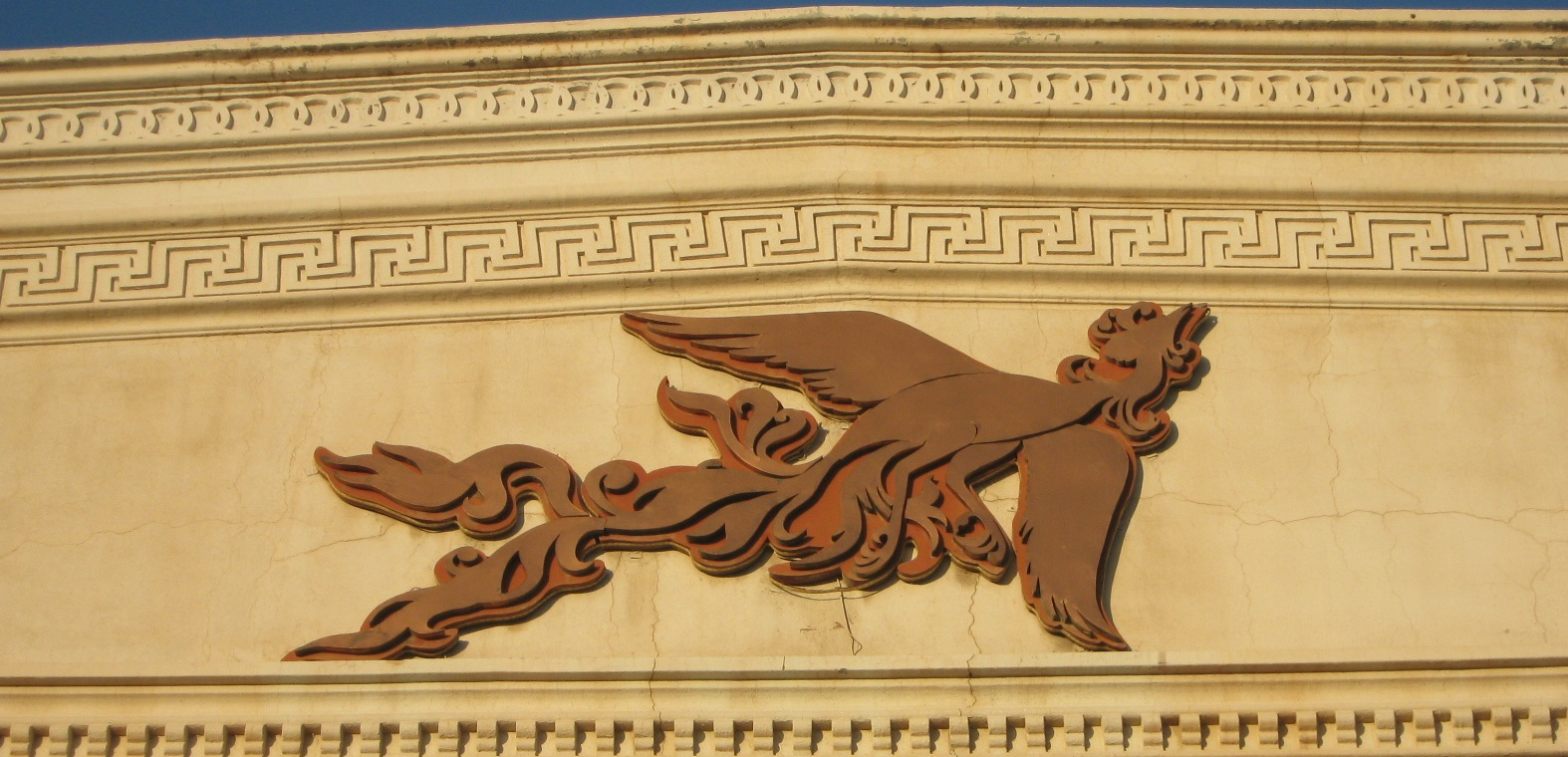
L'oiseau mythique Simorgh, de la mythologie perse, qui a donné son nom à la mosquée Sîmorgh

Dans son activité, elle constate une demande de musulmans qui ne se retrouvent pas dans les mosquées traditionnelles, ce qui l'amène à créer, toujours avec Eva Janadin, le projet de mosquée Sîmorgh en Ile-de-France. La mosquée Sîmorgh sera destinée à leur offrir un lieu de culte ouvert à un islam progressiste, elle ne s'inscrira pas dans une école islamique particulière et laissera les fidèles choisir leur propre obédience ou aucune appartenance. 
Depuis septembre 2019, Anne-Sophie Monsinay officie une ou deux fois par mois comme imame, avec Eva Janadin, devant des assemblées mixtes, dans différentes salles louées par la communauté ou en visioconférence durant les périodes de confinement. Les fidèles hommes et femmes sont mélangés dans l'espace et aucune tenue vestimentaire particulière n'est imposée. L'espace est ouvert, tant à des non-musulmans qu’aux autres courants musulmans ou des personnes athées. 
À la fin de 2020, les deux imames sont toujours à la recherche d'un lieu fixe dans la région parisienne pour leur mosquée, mais les élus restent méfiants.

### Controverses et soutiens
Anne-Sophie Monsinay et Eva Janadin sont confrontées à l’hostilité d’instances comme le Conseil français du culte musulman (CFCM) qui n'approuvent ni leur vision de l'islam ni leur pratique, de quelques personnalités comme François Rousseau, secrétaire de la mosquée de Saint-Amand-les-Eaux qui critiquent l'approche religieuse de la Voix d'un islam éclairé. Dalil Boubakeur, recteur de la Mosquée de Paris et président par intérim du CFCMl a une position plus prudente : « Nos imams sont en train d'étudier le texte, pour voir s'il y a des bases solides au souhait exprimé par des femmes de pouvoir diriger la prière ». L'imam et recteur d'une mosquée de Bordeaux, Tareq Oubrou, le président de la Fondation de l'islam de France, Ghaleb Bencheick s'accordent à dire que théologiquement rien ne s'oppose à l'imamat féminin. L’imam d’Évry-Courcouronnes, Tarik Abou Nour pour sa part, estime que chacun doit avoir la liberté de créer une mosquée, en restant dans le cadre de la loi, et que cette « expérimentation » doit être tentée. Certains prétextent l'immaturité des musulmans en France ou des problèmes plus urgents à régler pour tergiverser,…
« Les textes de la tradition ne sont pas contre l'imamat de la femme. C'est la compétence qui compte, pas le genre » Tareq Oubrou.
« Nous nous réjouissons quand il y a du pluralisme » déclare Ghaleb Bencheickh en apportant son soutien aux deux imames de la mosquée Sîmorg.
La mosquée Sîmorgh a également le soutien de la Fondation pour l'innovation politique (Fondapol) et de personnalités comme Abdennour Bidar, Omero Marongiu-Perria, Ludovic-Mohamed Zahed, président de l’institut Calem et fondateur des Homosexuel-le-s musulman-e-s de France (HM2F), Seyran Ateş, imame de la mosquée Ibn Rushd-Goethe de Berlin, et Ani Zonneveld, présidente de l’association Muslims for Progressive Values aux États-Unis, Abdennour Bidar et Mohammed Iqbal,. D'après un fidèle de la mosquée Sîmorgh, « la ligne de démarcation entre elles [Anne Sophe Monsinay et Eva Janadin] et les autres imams ne passe pas tant entre hommes et femmes qu'entre progressistes et conservateurs ».

## Publications
- Avec Eva Janadin, Une mosquée mixte pour un islam spirituel et progressiste, Fondapol, Fondation pour l'innovation politique, 2019, 67 pages, (ISBN 9782364081895)